# Palacio de Campos
El palacio de Campos, o del Marqués de Santa María del Villar, o del Conde de Maceda, o de los Magdalena, o de los Castrillón, se encuentra en el paraje de Outeiro y barrio de San Pedro de la Caleya, perteneciente a la parroquia de Santa María de Campos y Salave del concejo asturiano de Tapia de Casariego. Situado en la rasa costera, muy cerca del mar, es un ejemplo de las construcciones señoriales del occidente de Asturias.
A juzgar por sus elementos más antiguos, su construcción datará del siglo XV, sin descartar un posible origen anterior. Y mediante sucesivas ampliaciones en los siglos siguientes, llegó a formar un conjunto integrado por el propio palacio, la capilla (exenta), otras construcciones anejas y las tapias y huertas que lo circundan, constituyendo una excelente muestra de adecuación de la arquitectura al entorno.
Fue solar de los Miranda, que desde el siglo XVIII (por haber entroncado con los Omaña) fueron marqueses de Santa María del Villar. Y siguió en su descendencia, recayendo en el linaje gallego de los Losada, marqueses de Figueroa y condes de Maceda. El último dueño hereditario fue Baltasar de Losada y Torres, conde de Maceda, que lo poseía a principios del siglo XX. Después perteneció por compra la familia Magdalena, y después a los Castrillón, por cuyos apellidos es también conocido. Y de estos lo hubo por herencia y hasta su fallecimiento en 2014 Gonzalo Anes y Álvarez de Castrillón, I marqués de Castrillón, director de la Real Academia de la Historia, quien obtuvo en 2005 para el conjunto histórico la declaración de Bien de Interés Cultural.

## Descripción
Es un edificio de estructura dispersa y acusada horizontalidad, con marcada influencia de las construcciones palaciegas gallegas. Formado por varios volúmenes cúbicos, su planta en forma de ele ocupa una superficie de 1.700 m², y tiene dos alturas: el piso terreno, dedicado a almacenes y zona de servicio, y un piso alto que es el principal, de igual extensión. Su fábrica es de mampostería de pizarra con sillares de granito en las esquinas, cornisa, jambas, dinteles y antepechos de los vanos. La cubierta, a cuatro aguas, es de lajas de pizarra, sobre las que se descansan piedras de sección piramidal en la línea de fachada. Estos pináculos sirven de refuerzo para evitar que caigan las lajas, siguiendo un modelo muy difundido en las construcciones gallegas. Los vanos de las fachadas son de reducidas dimensiones y se cierran por medio de carpintería enrasada. En la planta baja se abren varias puertas con dintel en forma de arco. La horizontalidad de las fachadas viene determinada por la vasta extensión del edificio y su escasa altura, sobre todo en el piso bajo. En general su estilo constructivo, más que atenerse a soluciones arquitectónicas formales, sigue las tendencias de la arquitectura tradicional o popular, caracterizada por la sencillez de sus soluciones y el empleo de los materiales disponibles en la zona, no muy elaborados. La ausencia de ornamentación acentúa el aspecto sólido y sobrio del caserón: el único elemento ornamental es el escudo de armas que luce la fachada principal.
El palacio de Campos es un edificio de gran valor histórico y uno de los ejemplos más representativos de la arquitectura señorial o palacial del occidente asturiano. Se encuentra en buen estado, con pocas alteraciones, y en su interior alberga una interesante colección de muebles antiguos.
De la importancia que tuvo esta casa, no solo como centro económico, sino también como vivienda señorial, dan fe las grandes dimensiones del edificio, que es uno de los mayores de la zona; la gran cantidad de bodegas, despensas y cuadras, así como la capilla; la extensa relación de tierras de labor, huertos, viñedos y cercanas áreas de cultivos frutales, no sólo como centro económico. El cobro de rentas, foros, censos y otros impuestos de tipo nobiliario; la extensa relación de bienes muebles y objetos de valor que decoraban su interior (efectuada en 1779), así lo confirman.

## Capilla-ermita de San Pedro
Tiene capilla aneja pero exenta, con acceso desde el camino público y tipología de ermita. Advocada a San Pedro, en el pasado fue ayuda de parroquia, y ha dado nombre al barrio de San Pedro de la Caleya. Su construcción parece datar de mediados del siglo XVI. De sencilla planta rectangular, la nave única se prolonga en el presbiterio sin otra separación que la grada, con techo interior de madera a dos aguas y testero recto. Está fabricada de mampostería irregular de pizarra, reforzada con cantería de granito en vanos, espadaña y frontis de los muros laterales. El enlucido exterior se ha perdido en el muro testero y fachadas laterales, pero se conserva en la principal. La cubierta a tres aguas es de pizarra, con teja árabe en la cumbrera. La puerta, en los pies, es un arco de medio punto con marco de cantería, y está protegida por una antojana que descansa en la prolongación de los muros laterales. Sobre ella se alza la espadaña, rematada por un frontón triangular y una cruz de piedra.

## Inventario de 1779
Existe un inventario del contenido de este palacio y sus anejos hecho en 1777 y que ha sido publicado y estudiado por María Prieto Vergara y Miguel Cimadevilla. Este documento es un interesante testimonio de cómo era